# Episodi de I Casagrande (prima stagione)
La prima stagione della serie animata I Casagrande è stata trasmessa negli Stati Uniti, da Nickelodeon, dal 14 ottobre 2019 al 25 settembre 2020. In Italia la stagione è stata trasmessa dal 20 aprile al 7 ottobre 2020 su Nickelodeon.
| n° | Titolo originale                 | Titolo italiano          | Prima TV USA      | Prima TV Italia |
| -- | -------------------------------- | ------------------------ | ----------------- | --------------- |
| 1  | Going Overboard                  | Skate Mania              | 14 ottobre 2019   | 20 aprile 2020  |
| 1  | Walk Don't Run                   | Una giornata da cani     | 14 ottobre 2019   | 20 aprile 2020  |
| 2  | The Two of Clubs                 | Un corso per due         | 2 novembre 2019   | 21 aprile 2020  |
| 2  | Vacation Daze                    | Riposo Faticoso          | 2 novembre 2019   | 21 aprile 2020  |
| 3  | New Haunts                       | Halloween in città       | 19 ottobre 2019   | 22 aprile 2020  |
| 3  | Croaked                          | Il ritorno di Froggy     | 26 ottobre 2019   | 22 aprile 2020  |
| 4  | Snack Pact                       | Lo snack segreto         | 9 novembre 2019   | 23 aprile 2020  |
| 4  | The Horror-Scope                 | Il destino               | 9 novembre 2019   | 23 aprile 2020  |
| 5  | Arrr in the Family               | La Famiglia Pirata       | 16 novembre 2019  | 24 aprile 2020  |
| 5  | Finders Weepers                  | Chi trova Tiene          | 16 novembre 2019  | 24 aprile 2020  |
| 6  | Stress Test                      | Stress da test           | 11 gennaio 2020   | 27 aprile 2020  |
| 6  | How to Train Your Carl           | Notte allo zoo           | 27 gennaio 2020   | 27 aprile 2020  |
| 7  | Operation Dad                    | Operazione papà          | 20 gennaio 2020   | 28 aprile 2020  |
| 8  | Flee Market                      | Via dal mercado          | 28 gennaio 2020   | 23 luglio 2020  |
| 8  | Copy Can't                       | Il copione               | 29 gennaio 2020   | 23 luglio 2020  |
| 9  | Away Game                        | A casa con papà          | 22 febbraio 2020  | 14 luglio 2020  |
| 9  | Monster Cash                     | Imbroglio mostruoso      | 22 febbraio 2020  | 15 luglio 2020  |
| 10 | Trend Game                       | Ronnie super cool        | 29 febbraio 2020  | 30 luglio 2020  |
| 10 | This Bird Has Flown              | Sergio è sparito         | 29 febbraio 2020  | 30 luglio 2020  |
| 11 | V.I.Peeved                       | Concerto di famiglia     | 14 marzo 2020     | 6 agosto 2020   |
| 11 | Señor Class                      | Abuelo a scuola          | 14 marzo 2020     | 6 agosto 2020   |
| 12 | Fast Feud                        | Faida insonne            | 28 aprile 2020    | 25 luglio 2020  |
| 12 | Never Friending Story            | Un amico per Bobby       | 30 aprile 2020    | 25 luglio 2020  |
| 13 | Grandparent Trap                 | Trappola per nonni       | 10 agosto 2020    | 8 ottobre 2020  |
| 13 | Miss Step                        | Passo sbagliato          | 11 agosto 2020    | 8 ottobre 2020  |
| 14 | Slink or Swim                    | Nuota o scappa           | 30 maggio 2020    | 1 agosto 2020   |
| 14 | The Big Chill                    | Il grande freddo         | 30 maggio 2020    | 1 agosto 2020   |
| 15 | Karma Chameleon                  | Serpenti in casa         | 16 giugno 2020    | 22 luglio 2020  |
| 15 | Team Effort                      | Lavoro di squadra        | 18 giugno 2020    | 22 luglio 2020  |
| 16 | Guess Who's Shopping for Dinner? | Indovina chi fa la spesa | 12 agosto 2020    | 5 ottobre 2020  |
| 16 | New Roomie                       | Il nuovo coinquilino     | 13 agosto 2020    | 5 ottobre 2020  |
| 17 | Mexican Makeover                 | Una famiglia messicana   | 18 settembre 2020 | 6 ottobre 2020  |
| 17 | Uptown Funk                      | Il sogno di Carl         | 18 settembre 2020 | 6 ottobre 2020  |
| 18 | Bo Bo Business                   | Le idee di Bobby         | 25 settembre 2020 | 7 ottobre 2020  |
| 18 | Blunder Party                    | Niente bambini           | 25 settembre 2020 | 7 ottobre 2020  |
| 19 | Cursed!                          | Sfortunati!              | 25 novembre 2020  | 3 dicembre 2020 |
| 20 | What's Love Gato Do With It?     | Istinto felino           | 16 ottobre 2020   | 9 gennaio 2021  |
| 20 | Dial M. for Mustard              | Furto al parco           | 16 ottobre 2020   | 9 gennaio 2021  |

## Skate Mania / Una giornata da cani
Ronnie Anne scopre che lo zio Carlos ha la sua stessa passione per lo skateboard e che da adolescente era famoso. Ronnie Anne e Sid si inventano dog sitter per guadagnare, prendendo sotto custodia Lano e i cani di altri vicini o amici.

## Un corso per due / Riposo Faticoso
Ronnie Anne e Sid vorrebbero frequentare lo stesso corso doposcuola. Maria promette a Ronnie Anne di trascorrere insieme il suo giorno di riposo.

## Halloween in città / Il ritorno di Froggy
Per Halloween, Ronnie Anne e Sid sono invitate a una festa di ragazzi più grandi, ma accadono alcuni imprevisti. È il 2 novembre, giorno della commemorazione dei morti, infatti Abuela mette su una parete il ritratto di suo padre defunto e Adelaide è triste per aver perso la sua rana di nome frogy. Ronnie Anne e Sid le raccontano del giorno dei morti e pensa che Frogy potrebbe tornare da lei e costruisce un altare con tutte le cose che amava polpette al bacon, il film il signore dei ranocchi, laci, mosche e una ninfa e poi Ronnie Anne e Sid le rivelano che Frogy non tornerà sul serio e sene va triste e così Ronnie Anne e Sid per farle credere del ritorno di Frogy noleggiano una rana simile a lui da un venditore di animali di nome Pit che di solito non ama dare rane a noleggio, ma per loro vuole fare un'eccezione, visto che è un fan della madre di Sid, perché allo zoo che l'attrazione del tour degli alligatori è la sua preferita. Adelaide crede ancora nel giorno dei morti e così, mentre Adelaide sta dormendo, Ronnie Anne e Sid portano da Pit il finto Frogy che mangia polpette al bacon, ma Adelaide pensa di riportare la loro zia defunta, un vecchio signore e Abramon Lincoln e così Ronnie Anne e Sid fanno la parte della zia defunta e del vecchio signore e la parte di Abramon Lincoln e di zio Carlos e poi Adelaide scopre che era tutto finto e Seneca e Abuela le fa capire cosa si fa nel giorno dei morti e poi quando Adelaide posa sul altare del padre di Abuela la foto di Frogy appare Frogy sulla testa di Abuela e poi arriva pit che gli dice che quello è il finto Frogy noleggiato da Ronnie Anne e Sid che era scapato per ritornare da Adelaide e pit a dovuto seguire le tracce di polpette al bacon così Sid fa un accordo con pit un biglietto per il tour degli alligatori in cambio di finto Frogy e così Adelaide lo chiama Frogy 2 alla fine dell'episodio i Casagrandes e i Chang fanno una foto con la casa decorata con i fantasmi di Frogy 1 e del padre di Abuela e l'unico che manca è Carl perché spargeva petali per la città. Ha percorso così tanta strada che lo si vede davanti alla casa dei Loud. 

## Lo snack segreto / Il destino
I Casagrande scoprono un camioncino che fa i tamales più buoni del mondo, ma non vogliono dirlo ad Abuela per rattristirla. Abuela crede molto negli oroscopi: per il segno di Ronnie Anne è previsto un amore e in coincidenza Lincoln, venuto a Great Lakes City, si comporta in modo romantico.

## La Famiglia Pirata / Chi trova Tiene
I Casagrande decidono come festeggiare il Giorno della Famiglia tutti insieme e CJ vuole andare alla recita annuale sui pirati. Ronnie Anne e la sua amica Sid trovano un portamonete e dentro ci sono 100 dollari.

## Stress da test / Notte allo zoo
Carlota e Bobby hanno sostenuto l'esame per entrare al college, ma Bobby lo sbaglia ogni volta. Carl, CJ e Ronnie Ann sono invitati a passare una notte allo zoo e Carl è ossessionato da Keon, il cucciolo di drago di komodo.

## Operazione papà
Arturo torna in città per una settimana, e Ronnie Anne farà di tutto per convincerlo a rimanere e non tornare in Perù e per questo viene aiutata dai cugini Carlota, CJ, Carl e Carlitos. Intanto Maria, vista la visita dell'ex-marito, va alla spa.

## Via dal mercado / Il copione
Bobby deve festeggiare l'anniversario con Lori, ma Hector non può sostituirlo, perciò chiede aiuto a Ronnie Anne. Ronnie Anne vuole piacere al piccolo Carlitos.

## A casa con papà / Imbroglio mostruoso
Ronnie Anne e Bobby passano il fine settimana dal padre e l'Abuela crede che l'ex-genero non sappia prendersi cura dei figli. Carl non ha pulito la sua stanza e l'Abuela lo sgrida. In coincidenza un mostro di nome Cucui lo spaventa costringendolo a fare i lavori domestici.

## Ronnie super cool / Sergio è sparito
Ronnie Anne si lamenta perché non è più al corrente di tutte le ultime novità. Sergio viene sempre eletto impiegato del mese.

## Concerto di famiglia / Abuelo a scuola
Carlota riesce a intervistare e truccare la cantante Alisa. Hector ha un sogno: finire la scuola che ha dovuto lasciare per iniziare a lavorare.

## Faida insonne / Un amico per Bobby
Vicino al palazzo dove vivono i Casagrande è stata aperta una nuova hamburgheria. Bobby si rende conto di non aver nessun amico nella nuova città.

## Trappola per nonni / Passo sbagliato
Ronnie Anne pensa che il matrimonio dei suoi nonni sia in pericolo. Ronnie Anne impara l'arte del Baile Folklorico e ha un'allenatrice entusiasta.

## Nuota o scappa / Il grande freddo
Quando Bobby scopre che Carl non sa nuotare, si offre come insegnante, in cambio di un piccolo aiuto. I cugini hanno bisogno di un condizionatore

## Serpenti in casa / Lavoro di squadra
La famiglia Chang affida gli animali di casa ai Casagrande. Ronnie Anne e i suoi compagni vorrebbero fondare una squadra di skateboard

## Indovina chi fa la spesa / Il nuovo coinquilino
Ronnie Anne e Sid devono andare a vedere un film che aspettano da tanto, ma Rosa ha un contrattempo. I Casagrande offrono ospitalità a Vito

## Una famiglia messicana / Il sogno di Carl
I Casagrande ricevono la bisnonna Mama Lupe, madre dell'Abuela e fanatica della tradizione familiare messicana. Carl vuole salire sul treno insieme a suo padre.

## Le idee di Bobby / Niente bambini
Bobby propone a Hector le sue idee per migliorare il mercado, ma lui non è interessato. Ronnie Anne organizza un pigiama party con i suoi amici.

## Sfortunati!
Spinta dal suo astrologo, Rosa crede che Great Lakes City porti sfortuna e costringe la famiglia a trasferirsi dai Loud. Ma la storia della sfortuna è una menzogna!

## Istinto felino / Furto al parco
Durante una festa di compleanno, Bobby viene trasformato in un gatto. Alla vigilia del concorso per il miglior hotdog, il carretto di Bruno viene rubato.